# Thomas Graham Balfour
Thomas Graham Balfour (Edimburgo, 18 de marzo de 1813 – Wimbledon, 17 de enero de 1891) fue un médico cirujano escocés, pionero del uso de estadísticas en la medicina, médico honorario de la reina Victoria y colaborador directo de Florence Nightingale y de Sidney Herbert. Dedicó sus más de cuarenta años de servicio a mejorar las condiciones sanitarias de las fuerzas armadas británicas. Fue tío del escritor Robert Louis Stevenson.

## Biografía
Balfour nació en Edimburgo en 1813, hijo de John Balfour, comerciante de Leith, y de su esposa Helen, hija de Thomas Buchanan, de Ardoch. Fue nieto de James Balfour, profesor de filosofía moral en Edimburgo desde 1754, y de Robert Whytt, un escritor de textos médicos y profesor de fisiología en Edimburgo. Se graduó como Doctor en Medicina en Edimburgo en 1834. Ingresó al Departamento Médico del Ejército en 1836 y a partir de 1840 fue cirujano asistente en la Guardia de Granaderos.
Analizó las estadísticas médicas y veterinarias (equinas) del ejército británico desde la batalla de Waterloo. En 1840, el mayor Alexander Tulloch, reconoció la capacidad de Balfour para el análisis estadístico, en una misiva a la Secretaria de Guerra. Y en 1848, ya como coronel, se dirigió al ministro de guerra solicitando fondos para un análisis estadístico, también dirigido por Balfour, para analizar la mortalidad y los problemas de discapacidad entre los pensionistas militares, pero se desconoce si esta solicitud fue atendida.
Entre 1848 y 1858 fue cirujano en el Real Asilo Militar en Chelsea, hoy llamado Real Escuela Militar del Duque de York y ubicado en Dover, Kent. En este asilo mixto, creado para albergar a los hijos de soldados muertos o heridos en campo de batalla, fue donde condujo un experimento para determinar los efectos de la belladona en la prevención de la escarlatina. En un libro acerca de enfermedades infantiles Charles West, fundador del Great Ormond Street Hospital (primer hospital para niños en Inglaterra), describió esta investigación que está considerada como «uno de los más sucintos y cuidadosos registros de un experimento clínico nunca antes escrito». Balfour dividió a una población de 151 niños en dos grupos. A uno de ellos le administró belladona y al otro no con el resultado de que solo dos niños en cada sección se enfermaron. Si bien de un número tan reducido no podían extraerse conclusiones acerca de la eficacia de la belladona, sí podía alertarse sobre el peligro de confusión ante observaciones imperfectas. De haber administrado la medicina a todos los niños, podía haberse concluido que la belladona era eficaz para detener una epidemia.
En 1857 fue nombrado secretario de un comité, liderado por Sidney Herbert, sobre el estado sanitario del ejército y en 1859 fue nombrado inspector general a cargo de la nueva área estadística del departamento médico del ejército puesto que mantuvo por catorce años. Compiló los primeros cuatro volúmenes de Statistics of the British Army. Estas estadísticas fueron consideradas las más exactas y completas de su tipo en Europa.
Fue designado miembro de la Royal Society en 1858 y en 1860, miembro del Royal College of Physicians de Londres.
Junto con el doctor John Sutherland fueron secretarios de la sección sanitaria del Congreso Internacional Estadístico de 1860, al que asistió Adolphe Quetelet, y al que Florence Nightingale presentó un documento.
En 1887 fue designado médico honorario de la reina Victoria. Fue Presidente de la Royal Statistical Society entre 1888 y 1889, poco antes de que se transformara en la Sociedad Estadística de Londres.
Se casó en 1856 con Georgina (1819 - 1888), hija de George Prentice de Armagh, Úlster, y tuvieron un hijo, el pedagogo Sir Thomas Graham Balfour, autor de The Life of Robert Louis Stevenson (1901), una biografía sobre su primo, el escritor Robert Louis Stevenson. Falleció en Coombe Lodge, Wimbledon, Londres, el 17 de enero de 1891.